# Cottus pitensis
Cottus pitensis är en fiskart som beskrevs av Bailey och Bond, 1963. Cottus pitensis ingår i släktet Cottus och familjen simpor. IUCN kategoriserar arten globalt som livskraftig. Inga underarter finns listade i Catalogue of Life.